# 古墓丽影：地下世界
《古墓奇兵：地城奪寶》是一款由Crystal Dynamics开发，Eidos Interactive发行的动作冒险游戏。这是第三部由Crystal Dynamics开发的古墓丽影系列游戏，也是第八部古墓丽影系列游戏。游戏的Windows版于2008年11月18日在北美發佈，2008年11月21日在欧洲發佈。PS2版2009年1月23日在欧洲發佈，2009年3月3日在北美地区發佈。它将继续《古墓丽影：传奇》和《古墓丽影：十周年纪念版》中未完成的冒险。截至2009年2月27日，该游戏在全世界已经售出260万份。

## 游戏
与以往的系列不同，《古墓奇兵：地城奪寶》除了將繼續使用動作捕捉技術外，还将使用混合動畫系统，動態天氣系统、動態碰撞系统等全新技术，用以营造真實的游戏世界。蘿拉将与環境產生互動，她身上会被雨水打濕，会在淤泥上留下脚印，穿越一片树丛时会用手分开树丛，在积水的地面会更容易滑倒。敌人的尸体和所有碎片都会保留下来，不再消失。
在探险过程中的各种场合都有可能受到敌人的攻击，比如你正在攀着一根石柱向上爬的时候。新的近身作战系统可以使劳拉在某些情况下直接打击敌人或通过一些动作回避袭击她的人，可以使用双枪同时射击两个不同的目标，也可以用一只手来抓住一些物体，另一只手掏枪向敌人射击，攀爬钩在固定在物体上之后可以用于悬空并可以伸展或拉紧。同时，游戏具备更加开放的结局，玩家能自行选择行事策略，不像《古墓丽影:传奇》需要提示图标与对象交际能力说明。
互动过场动画已改为“兴奋时刻”，这是一种让游戏中时间慢下来，让玩家有机会避免伤害的方式，同时保留完全控制劳拉的权利而不是向玩家提示具体的操作。

## 故事情节
本作故事緊接著前作《古墓奇兵：不死傳奇》及《古墓奇兵：重返禁地》，蘿拉的父親理查為了尋求蘿拉的母親阿米莉亞失蹤的真相，在地中海搜索關於阿瓦隆的線索時意外喪生。
蘿拉沿著父親的足跡，也來到了地中海探勘，但令蘿拉意外的是，地中海深海中竟有北歐霧之國的大門，而北歐雷神索爾巨像以及能夠拾起雷神之鎚的神力手套也在其中，蘿拉認為，父親可能以為這裡就是阿瓦隆，也就是阿米莉亞最後可能前往的北歐地獄。
蘿拉戴起了神力手套，但卻被一群僱傭兵偷襲，搶走了手套，蘿拉迅速追上去，跟著僱傭兵來到了納特拉被囚禁的貨船上，蘿拉發現阿曼達也在船上，阿曼達試圖想要戴起神力手套，卻始終無法套上，籠子裡的納特拉告訴阿曼達，手套已經認定蘿拉為唯一合法使用者，其他人已不可能戴上，阿曼達氣急敗壞的將手套扔了便走掉。
蘿拉抓緊機會質問納特拉，我的母親去了哪裡？納特拉告訴蘿拉，你的母親去了阿瓦隆，但這裡不是阿瓦隆，你的父親找錯了地方，你只要找到並拾起雷神之鎚，我們就可以在阿瓦隆打開地獄之門去找你的母親，但因為手套現在只有你能使用，你必須幫這個忙，否則你就無法見到母親，語畢，納特拉留下了一個座標，便被直升機接走。
蘿拉回到了莊園繼續查找父親遺留的線索，得知父親也到過泰國和墨西哥調查，蘿拉在地下室找到一卷錄音帶，蘿拉播放了錄音，聽到父親告誡說阿瓦隆的恐怖生物「薩爾」在北歐地獄會奮不顧身對付入侵者，必須小心應付，此時話才說到一半，蘿拉的複製體突然引爆了莊園，阿利斯特喪生，蘿拉與澤普和溫斯頓則逃出被火吞噬的莊園，蘿拉決定去泰國和墨西哥及揚馬延島找找其他雷神索爾的神器，以及關於母親的線索。
蘿拉前往泰國和墨西哥探勘，意外發現了泰國和墨西哥很多的地底巨石結構，都與地中海的神似，因此蘿拉推斷這些地方都有通往阿瓦隆的大門，只不過沒有雷神之鎚便無從開啟，蘿拉最後在揚馬延島的英靈殿找到了雷神之鎚，擁有神力手套的蘿拉輕而易舉的就拾起雷神之鎚，根據納特拉留下的座標，蘿拉心想終於可以見到母親了，便帶著雷神之鎚前往座標指向的北冰洋。
蘿拉前往北冰洋海底，見到了阿瓦隆的真面目，納特拉早已等候多時，蘿拉與納特拉一起打開了地獄之門，但地獄之門到處都是薩爾，蘿拉便用強大的雷神之鎚將薩爾一一殲滅，最終，蘿拉在北歐地獄的一處懸崖，見到了母親阿米莉亞的背影，當阿米莉亞轉過身時，蘿拉大為驚呼，母親竟然也被變成了薩爾，於是蘿拉只好難過的將阿米莉亞擊斃。
納特拉見到了這美妙的一幕，便坦白告訴蘿拉，理查不是意外喪生，而是被自己親手殺死，因為理查對納特拉不忠心，背叛了納特拉，蘿拉盛怒之下欲殺死納特拉，但卻被蘿拉複製體抓住動彈不得，納特拉命令蘿拉複製體收拾掉蘿拉，而自己還要先去忙別的事，說完便丟下她倆走掉，此時阿曼達出現，跟蘿拉一起聯手解決了蘿拉複製體，阿曼達對蘿拉說，我並不是要救你，而是現在納特拉要發動巨蟒裝置來毀滅世界，完成她以前沒能完成的事，只有蘿拉能使用的雷神之鎚是阻止納特拉的唯一方法。
蘿拉與阿曼達繼續深入北歐地獄，最終找到了納特拉與巨蟒裝置，原來巨蟒裝置藏身在北歐地獄，靠著吸收北歐地獄的巨大能量來運作，這也就是為什麼納特拉需要蘿拉幫忙打開地獄之門的原因，蘿拉瞄準納特拉將雷神之鎚砸過去，納特拉被雷神之鎚活生生打入深淵，巨蟒裝置也中止了運作，但因為雷神之鎚加上巨蟒裝置的爆炸威力過大，四周環境開始崩毀，蘿拉與阿曼達開始設法逃生。
蘿拉在巨蟒裝置旁發現了一個破損的石壇，石壇上有一把劍，蘿拉想起了母親消失那天，尼泊爾也有相同的東西，馬上想起了這個東西的操作方法，石壇事實上是一個時空之門，連結世界各個角落，因此這解釋了為何這些地區都有類似的巨石結構，原來它們全源自於阿瓦隆，蘿拉想利用石壇逃生，但蘿拉沒辦法在破損的石壇上拔出劍，因此蘿拉跟阿曼達一人補齊石壇缺口，一人負責拔劍，就這樣兩人一起逃出了北歐地獄，瞬間傳送到了尼泊爾古廟。
兩人到了尼泊爾古廟，發現這裡就是蘿拉的母親阿米莉亞當年消失的地方，蘿拉便知道了為何母親無法逃出北歐地獄，因為北歐地獄的破損石壇必須兩人齊力才有辦法運作，因此母親才會無法獨自逃出阿瓦隆，被困在了北歐地獄，最終被變成薩爾，終於知道母親消失真相的蘿拉，心中放下了一塊大石，蘿拉緩緩的跟母親道別：「再見了母親，安息吧。」

## 配音&动作演员
下面是游戏及指导手册中出现的演员。
| 游戏人物                            | 配音演员                            | 动作演员                                      |
| ----------------------------------- | ----------------------------------- | --------------------------------------------- |
| 蘿拉·卡芙特（Lara Croft）           | Keeley Hawes                        | Heidi Moneymaker Dana Reed Chrissy Weathersby |
| 阿曼达·埃弗特（Amanda Evert）       | Kath Soucie                         | Helena Barrett                                |
| 杰奎琳·纳特拉（Jacqueline Natla）   | Grey DeLisle                        | Tate Hanyok                                   |
| 泽普（Zip）                         | Alex Désert                         | Jai Cortland                                  |
| 阿里斯特·弗莱彻（Alister Fletcher） | Greg Ellis                          | Crispin Freeman                               |
| 温斯顿·史密斯（Winston Smith）      | Alan Shearman                       | Adam Clark                                    |
| 幽魂者（Doppelganger）              | Keeley Hawes (in Lara's Shadow DLC) | Stacey Carino                                 |
| 雇佣军（Mercenary）                 | Greg Ellis                          | N/A                                           |
| 阿米莉亚·克劳馥（Amelia Croft）     | N/A                                 | Helena Barrett                                |

## 追加下载内容
2009年，Crystal Dynamics为《古墓丽影：地下世界》推出了追加下载内容（DLC）：灰烬之下（Beneath the Ashes）和劳拉之影（Lara's Shadow）。